# C'est pas ma faute !
Pour les articles homonymes, voir C'est pas ma faute ! (homonymie).
Pour plus de détails, voir Fiche technique et Distribution.
C'est pas ma faute ! est un film français réalisé par Jacques Monnet et sorti en 1999.

## Synopsis
Martin, onze ans, est un petit garçon très maladroit qui provoque de nombreuses catastrophes malgré lui. Cette année, il est invité par son copain Vincent à passer des vacances à la campagne avec ses parents à l'hôtel Nautilus. Avec leur bande de copains, ils vont mener une guerre sans merci contre une autre bande d'enfants, dont le crime est d'avoir investi le baobab, un arbre centenaire dans lequel une cabane est construite. Mais quand le baobab est menacé de destruction, c'est tous les enfants qui se ligueront, avec l'aide d'Étienne, l'étrange propriétaire de l'arbre. Dans la bataille, grâce à Étienne, Martin va prouver aux adultes qu'il n'est pas capable que de bêtises.

## Fiche technique
- Titre : C'est pas ma faute !
- Réalisation : Jacques Monnet
- Scénario : Laurent Molinaro et Jean-Patrick Benes, adaptation et dialogues de Thierry Lhermitte et Jacques Monnet
- Photographie : Bruno de Keyzer
- Producteurs : Thierry Lhermitte et Louis Becker
- Musique : Alexandre Desplat
- Pays de production :  France
- Langue : français
- Genre : comédie
- Durée : 90 minutes
- Date de sortie : 
  - France : 19 mai 1999

## Distribution
- Gautier Kusnierek : Martin
- Arielle Dombasle : Vanessa Goudard
- Thierry Lhermitte : monsieur Michaud
- Gabrielle Forest : madame Michaud
- Jacques Perrin : Étienne
- Martin Lamotte : Georges
- Valérie Vogt : Nathalie
- Philippe Vieux : Henri
- Patrick Guillemin : monsieur Rossi
- Élodie Hesme : Valérie
- Danièle Douet : madame Rossi
- Philippe Bruneau : le directeur de la colonie
- Sylvaine Sainderichin : la tante
- Luc Gentil : monsieur Roussel
- Jean-Luc Buqueut : patron du supermarché
- Delphine Salska : madame Roussel
- Gaston Calife : orchestre antillais
- Babsie Steger : dame couple hollandais
- Sergueï Tourountsev : homme couple hollandais
- Francine Olivier : l'institutrice
- Vincent Solignac : le brigadier
- Jérôme Hardelay : Vincent
- Bruno Flender : Rocky
- Aurélien Jamet-Jachimiak : Christian
- Julian Gutierrez : Nicolas
- Patrick Esilva : Icham
- Mandiaye Ba : Pierre-Adrien dit PA
- Hugo Florsheimer : Jojo
- Giulia Demont : Mylène
- Teddy Beaudouin : Greg
- Shaun Carvais : Édouard
- Jeanne Frigiere : Morgane
- Jean-Philippe Piochelle : Tony
- Eugénie Gendron : Charlotte
- Martin Mihelich : Kim

## Accueil critique
L'année de sa sortie, Télérama regrette que le film cherche à tout prix à faire rire mais apprécie grandement sa deuxième partie. De son côté, Le Monde nuance fortement sa critique, expliquant que le film oscille entre des hauts et des bas.

## Autour du film
- La bande originale du film, les chansons de rap sont interprétées par les Petits chanteurs d'Asnières.
- Le film est disponible en VHS et en DVD depuis le 13 juin 2000.
- Le film a été tourné en partie dans la commune de Peyrat-le-Château, près du lac de Vassivière (Haute-Vienne).
- En 2019, Il est remasterisé en 4K et diffusé sur TF1 aux alentours d'une heure du matin. Le film est par la suite disponible sur Netflix à l'étranger[3].